# توماس بريان مارتن
توماس بريان مارتن (بالإنجليزية: Thomas Bryan Martin)‏ هو قاضي وسياسي أمريكي، ولد في 1731 في كنت في المملكة المتحدة، وتوفي في 1798 في فرجينيا في الولايات المتحدة.